# منتزه عين ذهيبة (الحاجب)
منتزه عين ذهيبة هو منتزه حضري في مدينة الحاجب، عبارة عن منبع مائي تمت تهيئته لاستقبال السياح وساكنة المدينة. يمتد المنتزه على مساحة 5 هكتارات، ويتوفر على مسارات للمشي وتجهيزات رياضية وألعاب للأطفال، ومراحضيض ومواقف للسيارات. تم إعداد المنتزه على شطرين، الشطر الأول خصصت له ميزانية 18 مليون درهم، والشطر التاني ميزانية 14 مليون و 236 ألف درهم، بشراكة بين مجلس جهة فاس مكناس و عمالة إقليم الحاجب و جماعة الحاجب.

## معرض الصور

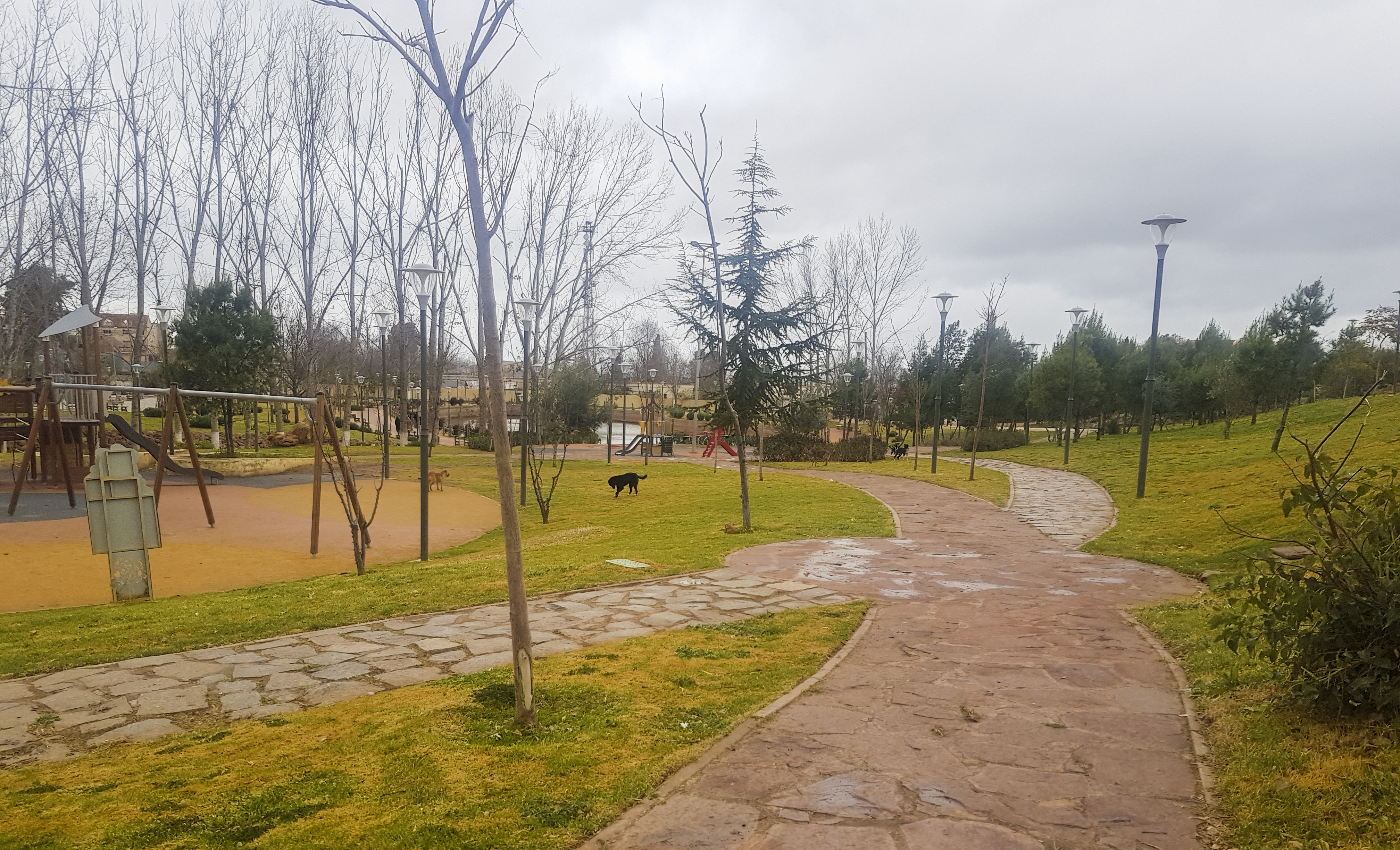
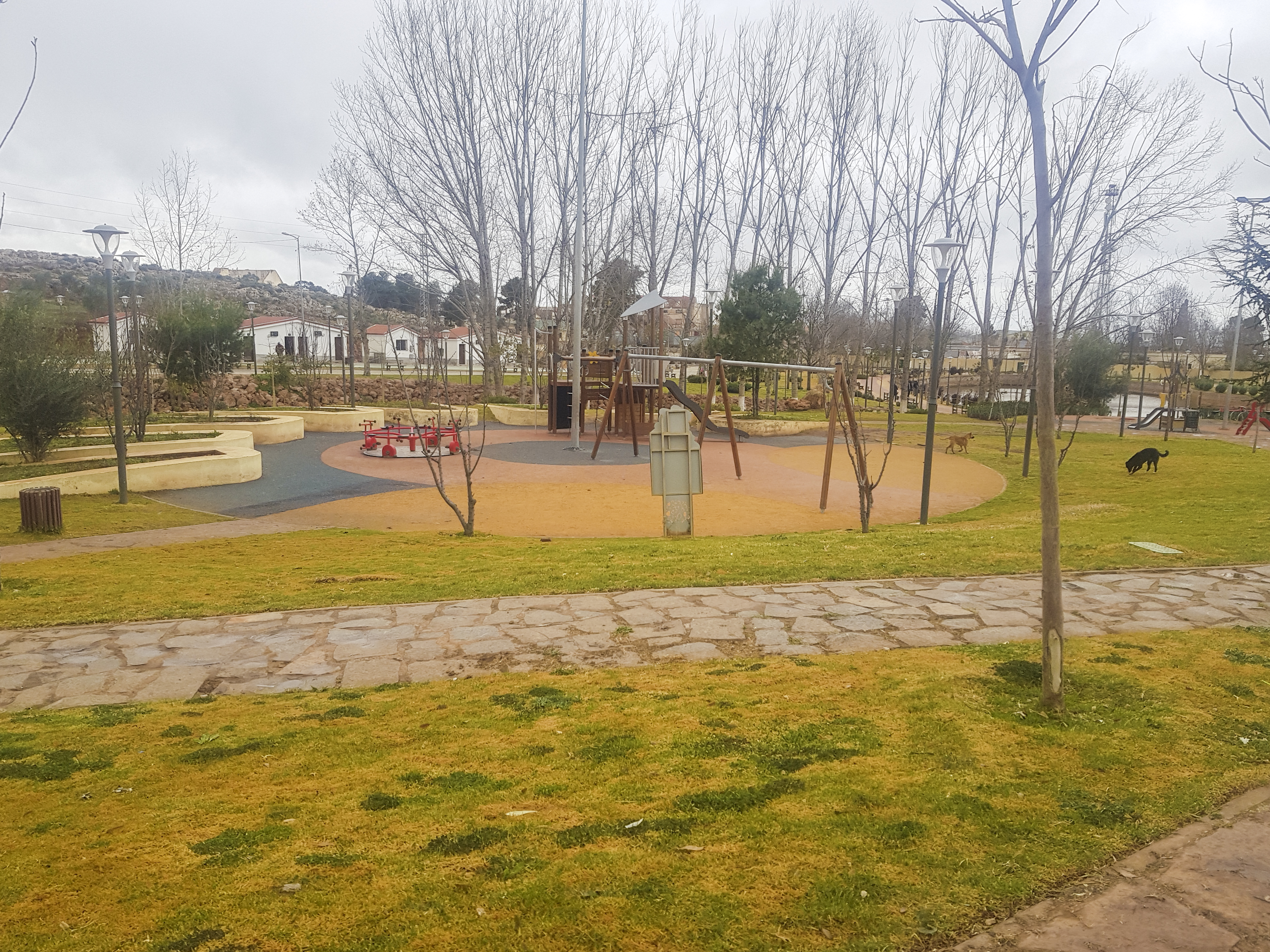
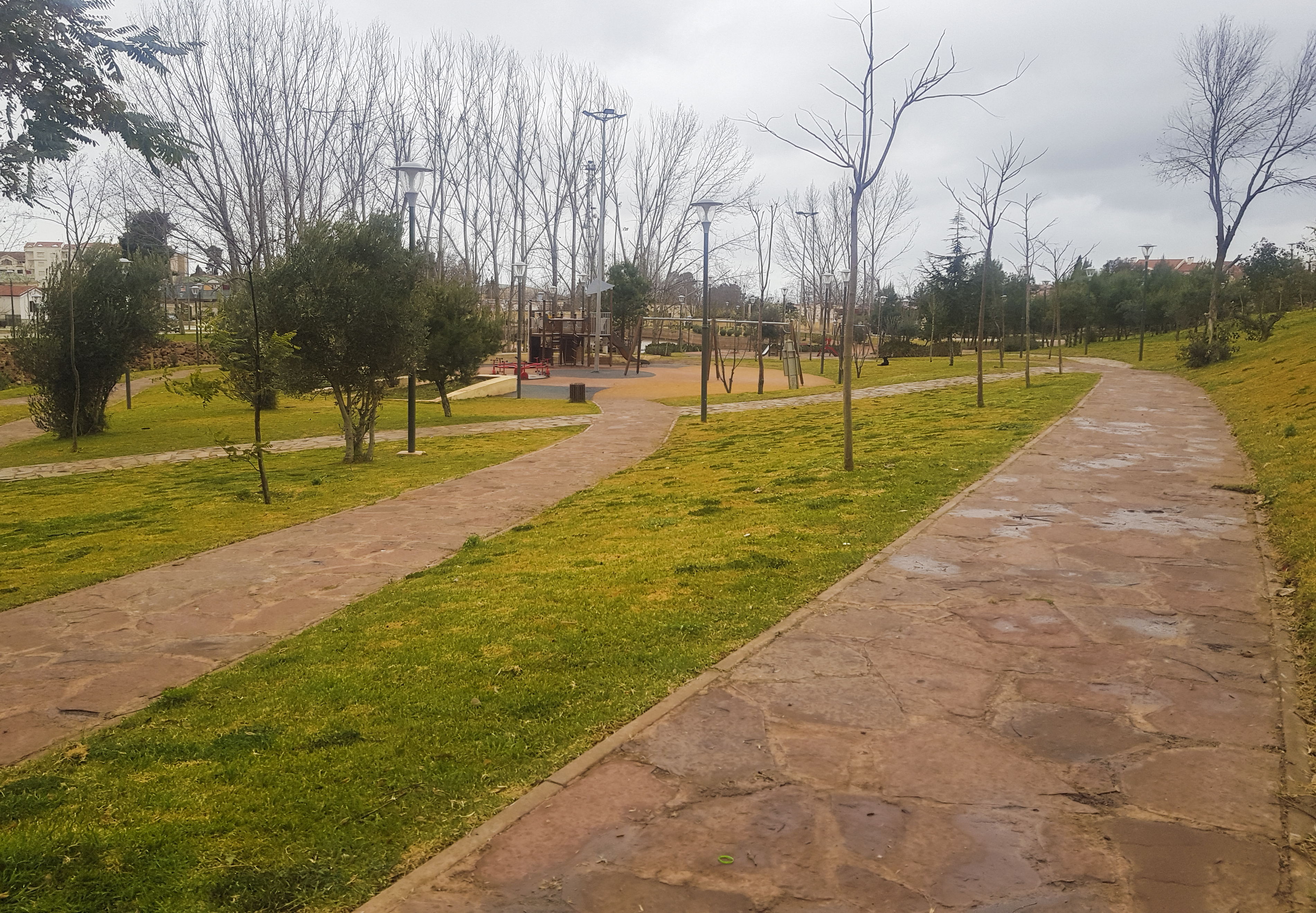